# (205) Marta
(205) Marta es un asteroide perteneciente al cinturón de asteroides descubierto el 13 de octubre de 1879 por Johann Palisa desde el observatorio de Pula, Croacia.
Está nombrado por Marta de Betania, un personaje de la Biblia.